# Richard Foster (theoloog)
Richard James Foster (Albuquerque (New Mexico), 3 mei 1942) is een Amerikaans theoloog. Hij is vooral bekend als auteur van het boek Feest van de Navolging.

## Levensloop
Foster groeide op in de Quaker-traditie. Hij behaalde in 1964 een Bachelor of Arts in religie en filosofie aan de George Fox-universiteit bij Portland, Oregon. Vervolgens was hij jeugdvoorganger bij een kerk in Los Angeles. In 1970 behaalde Foster een Doctoraat in de Pastorale Theologie (PthD) aan het Fuller Theological Seminary. Vervolgens was hij voorganger bij een kerk in Oregon.
In 1978 verscheen Fosters bekendste boek Feest van de Navolging (in het Engels: Celebration of Discipline) waarbij hij ingaat op tien geestelijke oefeningen binnen de christelijke traditie, zoals vasten, de biecht en dienen. Het boek werd in meer dan 25 talen vertaald en wereldwijd werden er meer dan twee miljoen exemplaren verkocht. Door Christianity Today werd het omschreven als een van de tien invloedrijkste christelijke boeken  van de twintigste eeuw. In 1981 verscheen van Fosters hand een boek over de vrijheid van eenvoud, vier jaar later gevolgd door het boek Geld, seks & macht.
Na het verschijnen van Feest van de Navolging kreeg Foster een aanstelling als staflid aan de Friends University in Wichita, Kansas. Foster richtte in 1988 met een aantal anderen de organisatie Renovaré op, waarmee ze individuen en kerken wilden helpen bij de herontdekking en het beoefenen van christelijke vormen van vroomheid. Verder stond hij aan de basis van de Academy of Christian Editors. Sinds 2018 heeft Foster vanwege gezondheidsredenen zijn publieke optredens opgegeven.

## Persoonlijk
Samen met zijn vrouw Carolynn heeft Foster twee zonen.

## Publicaties
Een overzicht van de in het Nederlands verschenen publicaties:
- Nieuwe levenswandel, 1983, Novapress.
- Gebed. Waar het hart zijn thuis vindt, 1993, Uitgeverij Gideon; ISBN 9789060676127.
- Geld, seks & macht, 1997, Uitgeverij Gideon; ISBN 9789060676516.
- Feest van de navolging. Groeien in spiritualiteit, 2002, Ekklesia; ISBN 9789075569025.
- Een Bron, zes Stromen. Op Zoek Naar Evenwicht Vanuit De Grote Geloofstradities Van De Kerk, 2003, Ekklesia; ISBN 9789075569261.